# Micofagia

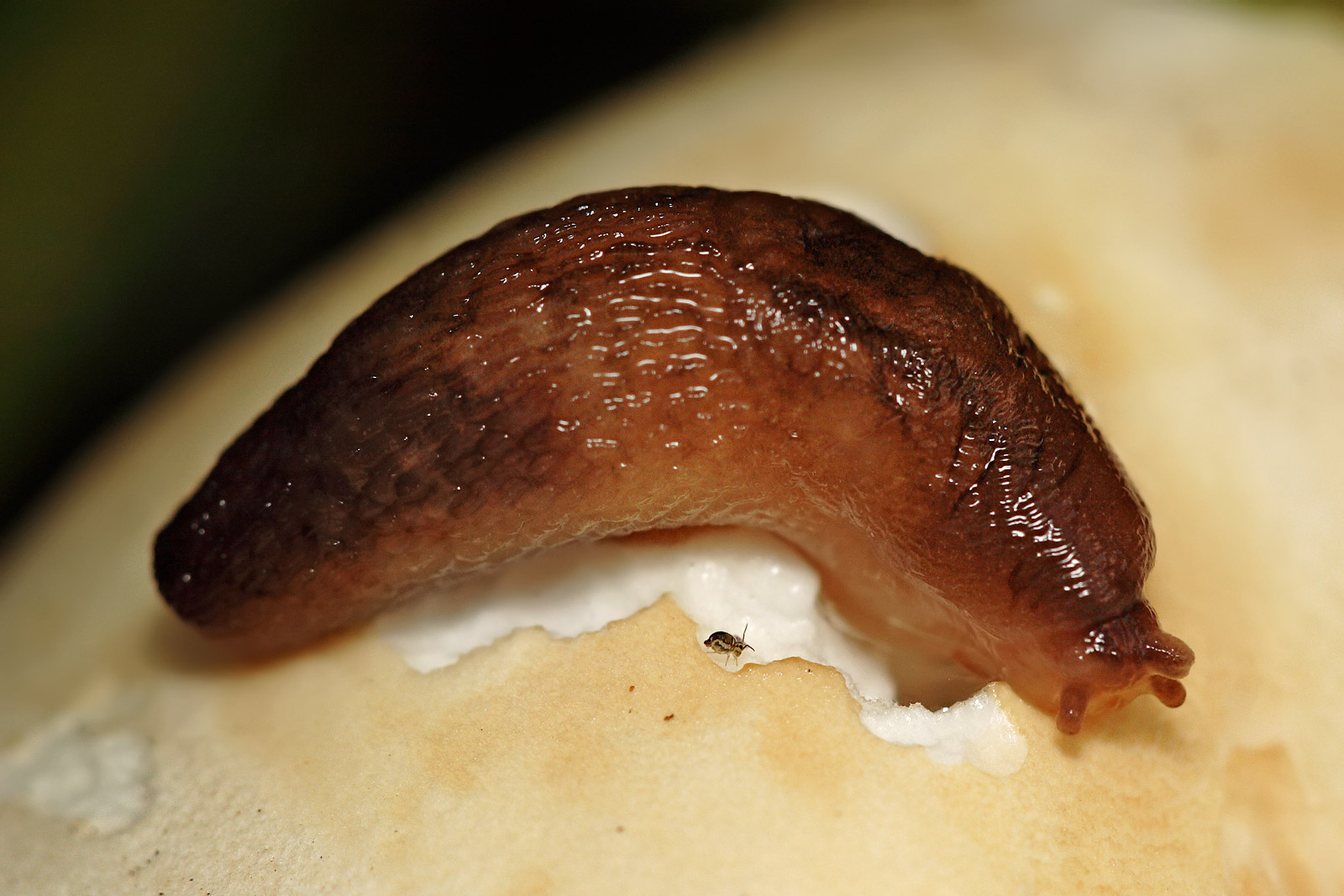
Una babosa, Lehmannia nyctelia alimentándose de hongos

La micofagia (o fungivoria) es un régimen alimentario consistente en consumir hongos. Muchos organismos obtienen su nutrición a partir de hongos, incluyendo aves, mamíferos, insectos, plantas, amebas, gastrópodos, nematodes, bacterias y otros hongos. Se les llama micófagos y fungívoros. Muchos otros son omnívoros que incluyen hongos como parte importante de su dieta.

## Animales

### Mamíferos
Muchos mamíferos comen hongos, pero solo unos pocos se alimentan exclusivamente de ellos.
Se conocen por lo menos 22 especies de primates, incluyendo humanos, bonobos, colobinos, gorilas, lémures, macacos, marmosetas y cercopitecos verdes. La mayoría de ellos usan menos del 5% de su tiempo cunsumiendo hongos, por lo tanto estos no son una parte importante de su dieta. Algunas especies consumen mayor cantidad, por ejemplo la marmoseta Callithrix aurita.

### Moluscos

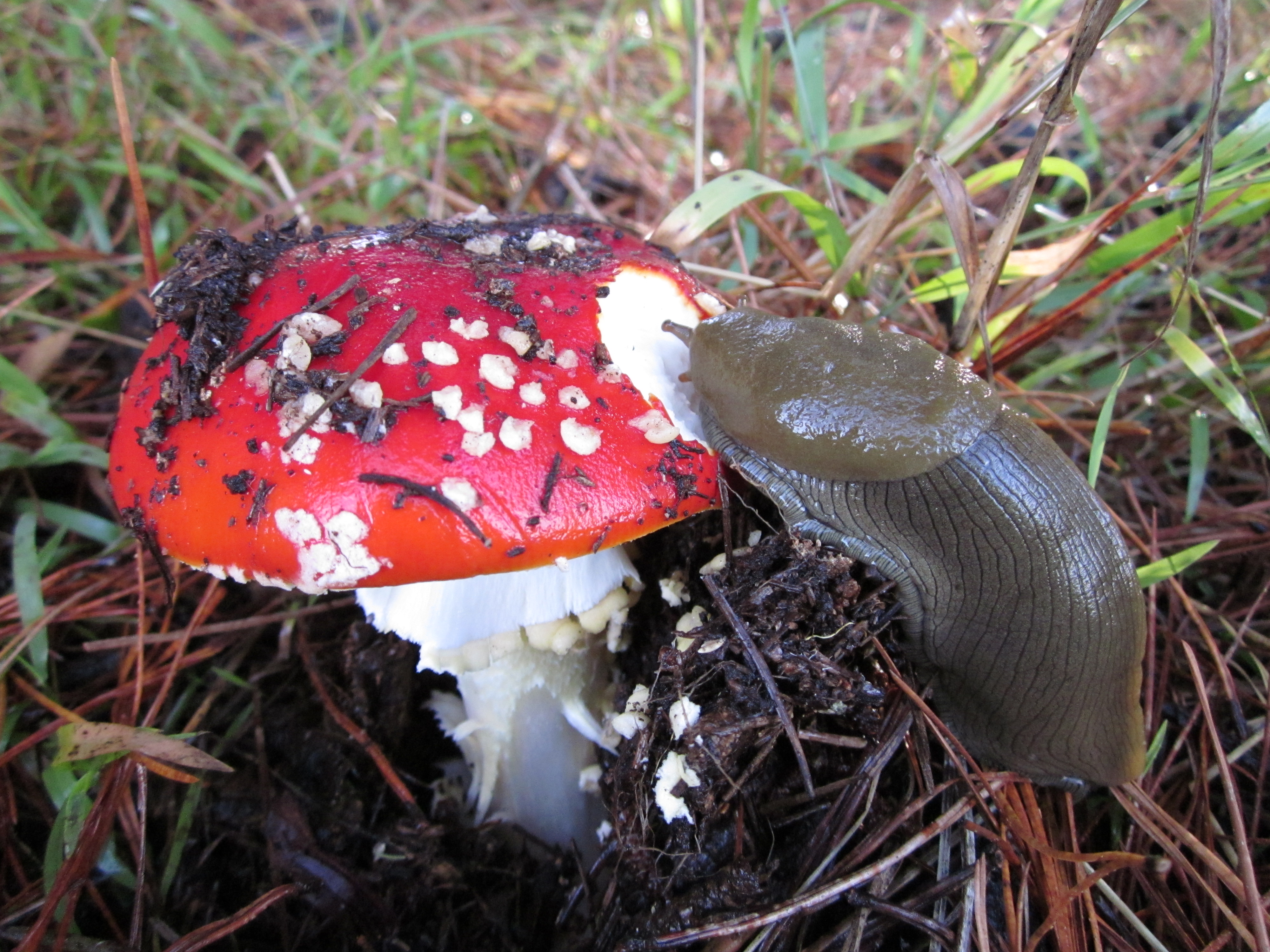
La babosa Ariolimax comiendo el hongo Amanita

Muchos gasterópodos terrestres se alimentan de hongos, este es el caso de babosas de varias familias, entre ellas Philomycidae (ejemplo Philomycus carolinianus y Phylomicus flexuolaris) y Ariolimacidae (Ariolimax californianus) que se alimentan respectivamente de Mycetozoa y de hongos basidiomicetos. Algunas especies de hongos que sirven de alimento a gasterópodos incluyen Lactarius spp., Pleurotus ostreatus, Boletus edulis, Agaricus, Pleurocybella y Russula; también mohos mucilaginosos como Stemonitis axifera y Symphytocarpus flaccidus. Algunas babosas son selectivas en cuanto al estadio de desarrollo de hongos que comen, si bien este comportamiento varía mucho. Algunas especies de babosas comen hongos solo de ciertas etapas del desarrollo, otras comen los hongos enteros, sin señal de selectividad.

### Insectos

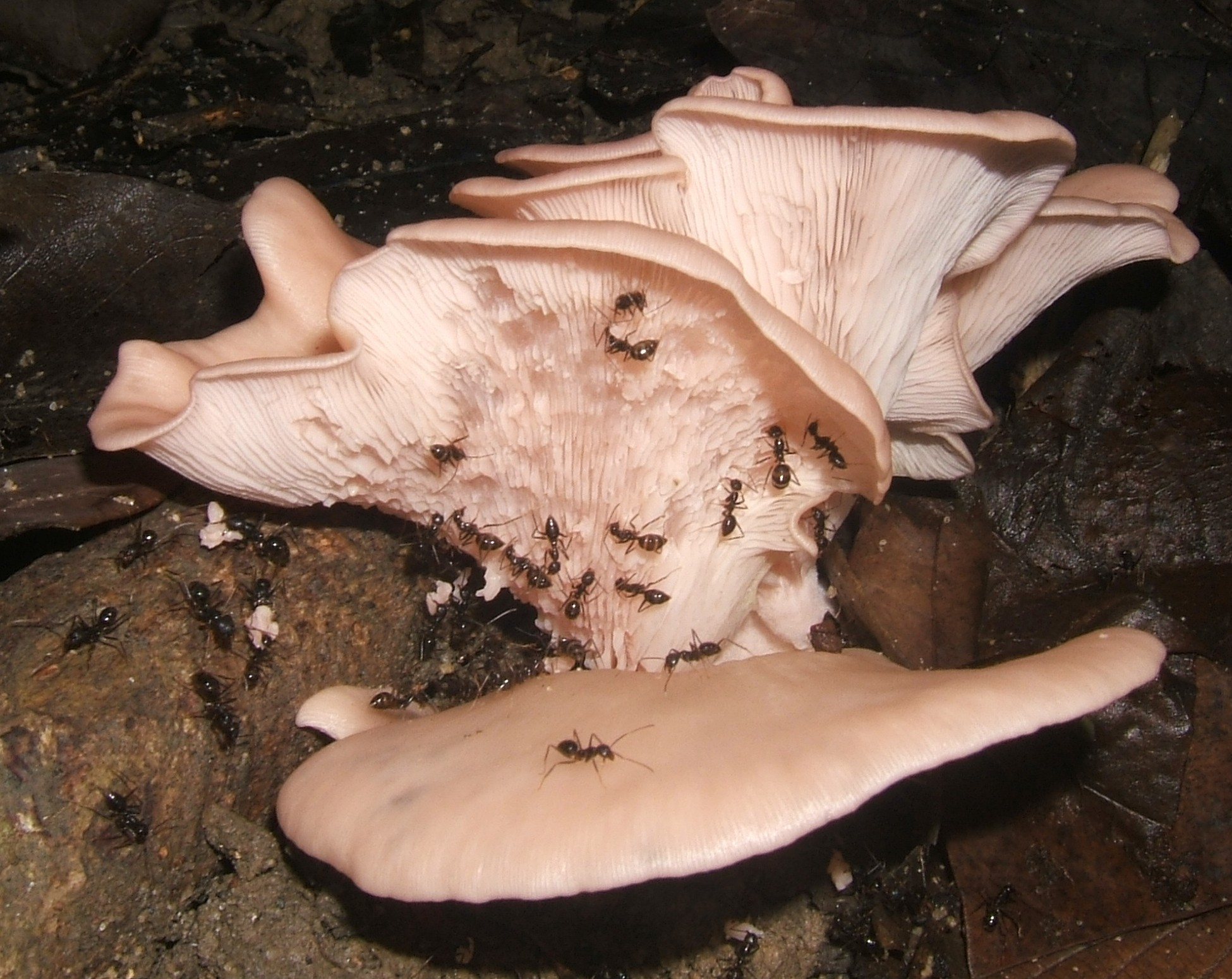
Euprenolepis procera, especie de hormigas que cosecha hongos, alimentándose de Pleurotus

En 2008, Euprenolepis procera una especie de hormigas del sureste de Asia, fue observada cosechando hongos en el bosque lluvioso donde reside. Witte & Maschwitz vieron que su dieta consiste casi exclusivamente de hongos, lo que representa una estrategia alimentaria antes desconocida en hormigas.
Varias familias de escarabajos, incluyendo Erotylidae, Endomychidae y algunos Tenebrionidae también se especializan en hongos, si bien ocasionalmente comen otras cosas. Otros insectos como las moscas Mycetophilidae y Phoridae, se alimentan de hongos durante los estadios larvales. Este tipo de alimentación es crucial para los insectos que viven en madera muerta.

### Aves
Se cree que algunos córvidos como Perisoreus fueron las primeras aves en que se observó fungivoria. Se han observado P. canadensis), P. infaustus y P. obscurus alimentándose de hongos. Los estómagos de P. infaustus contienen la mayor cantidad de hongos en sus etómagos en el principio del invierno. El ascomiceto Phaeangium lefebvrei del norte de África y Medio Oriente es comido por aves migratorias en invierno y primavera temprana, especialmente por especies de Alaudidae. Se ha observado que los cazadores beduinos usan P. lefebvrei para atrapar aves.